# Aspidonitys rubescens
Aspidonitys rubescens är en insektsart som beskrevs av Victor Lallemand 1932. Aspidonitys rubescens ingår i släktet Aspidonitys och familjen Eurybrachidae. Inga underarter finns listade i Catalogue of Life.